# 埃斯皮内尔瓦斯
埃斯皮内尔瓦斯（西班牙語：Espinelvas），是西班牙加泰罗尼亚赫罗纳省的一个市镇。总面积18平方公里，总人口184人（2001年），人口密度10人/平方公里。